# Emile de Ruelle
Emile de Ruelle (24 de dezembro de 1880 — 14 de setembro de 1948) foi um editor de cinema norte-americano, conhecido por seu trabalho na British Film Industry, particularmente com Alfred Hitchcock e Ewald André Dupont no British International Pictures.